# Луиза Орлеанская
Луи́за Франсуа́за Мари́я Ла́ура Орлеа́нская (фр. Louise Françoise Marie Laure d’Orléans, 24 февраля 1882, Канны, Франция — 18 апреля 1958, Севилья, Испания) — принцесса из Орлеанского дома; вторая супруга принца Карлоса Бурбон-Сицилийский и бабушка короля Испании Хуана Карлоса I.

## Биография
Родилась в семье французского принца из Орлеанского дома Луи Филиппа, графа Парижского и его супруги Марии Изабеллы Орлеанской, инфанты Испанской. Всего в семье было восемь детей, двое из которых умерли в детстве. Отец принцессы претендовал на трон Франции под именем Филипп VII. В 1894 году её отец умер в изгнании в Великобритании.

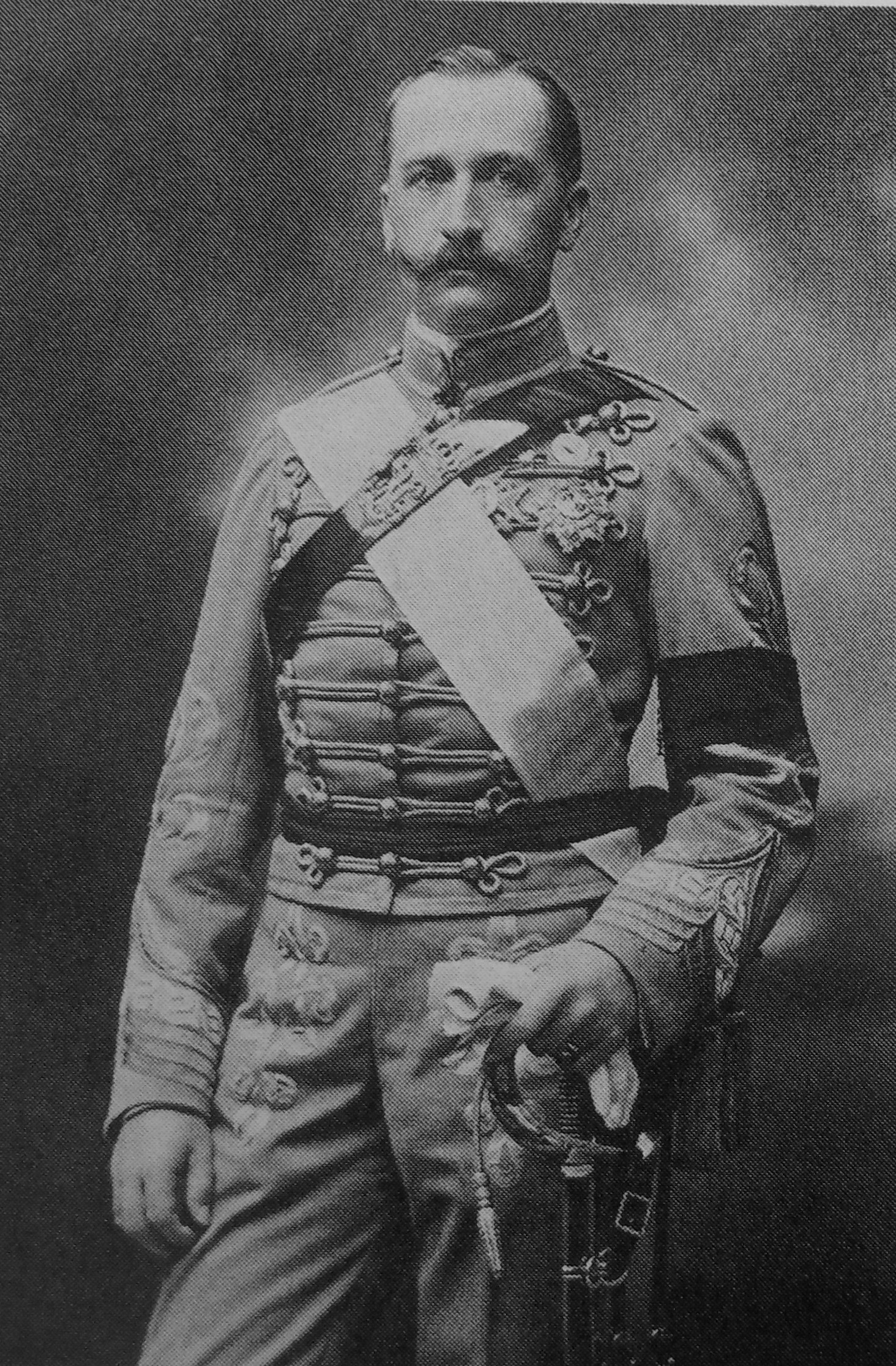
Супруг — принц Карлос Бурбон-Сицилийский

16 ноября 1907 года принцесса вышла замуж за представителя не правящего дома Обеих Сицилий — принца Карлоса Бурбон-Сицилийского (1870—1949). Свадьба состоялась в Великобритании. Принц был вдовцом испанской инфанты Мерседес, принцессы Аструйской — одной из возможных наследниц испанского трона. Пара поселилась в Мадриде и у них родилось четверо детей:
- Карлос (1908—1936) — погиб во время гражданской войны в Испании;
- Мария де лос Долорес (1909—1996) — вышла замуж за польского князя Августина Юзефа Чарторыйского (1907—1946). Их потомки проживают в Испании при дворе короля Хуана Карлоса. В семье было двое детей;
- Мария де лас Мерседес (1910—2000) — супруга графа Барселонского Хуана (1913—1993), мать короля Испании Хуана Карлоса, всего в семье было четверо детей;
- Мария де ла Эсперанса (1914—2005) — супруга принца Педро Гаэтано Орлеан-Браганса (1913—2007), шестеро детей.

В 1931 году, когда произошла испанская революция, семья уехала сначала в Италию, а потом в Швейцарию. В 1939 году диктатор Франко разрешил им вернуться на родину. Они поселились в Севилье. Через десять лет принцесса овдовела. В 1958 году ушла из жизни сама.

## Титулы
- 21 февраля 1882 — 16 ноября 1907: Её Королевское Высочество Принцесса Орлеанская
- 16 ноября 1907 — 18 апреля 1958: Её Королевское Высочество Принцесса Орлеанская, Принцесса Бурбон-Сицилийская